# Clorapatite
La clorapatite è un minerale appartenente al gruppo dell'apatite.